# Юссон, Эва
Ева Хассон, во французской транскрипции Эва Юссон (фр. Eva Husson; род. 1977) — французская актриса, кинорежиссёр, продюсер и сценарист.

## Биография
Эва Юссон — внучка и внучатая племянница участников Гражданской войны в Испании, коммуниста Рикардо Масо Марча и анархиста Альберта Масо Марча.
Родилась в 1977 году, получила классическое образование — в подготовительном классе изучала современную литературу.
Позже получила степень магистра по английской литературе и бакалавра — по испанскому языку, а также степень магистра изящных искусств по режиссуре — в Американском институте киноискусства (Лос-Анджелес).
Начала карьеру в кино как актриса, но первого громкого успеха добилась в 2015 году на кинофестивале в Торонто как режиссёр фильма о трудных подростках «Современная история любви».
В 2018 году новый фильм Юссон «Дочери солнца» о женском отряде курдского ополчения, участвующем в боях с ИГ, был отобран в основной конкурс Каннского кинофестиваля.

## Фильмография
| Год  | Название                              | Оригинальное название                    | Роль      | Роль      | Роль      | Роль      | Роль             |
| Год  | Название                              | Оригинальное название                    | Актриса   | Режиссёр  | Сценарист | Продюсер  | Главный оператор |
| ---- | ------------------------------------- | ---------------------------------------- | --------- | --------- | --------- | --------- | ---------------- |
| 1994 | Романтики                             | Les Romantiques                          | зелёная ✓ |           |           |           |                  |
| 1999 | Сексуальной революции не было         | La révolution sexuelle n’a pas eu lieu   | зелёная ✓ |           |           |           |                  |
| 2004 | Надеюсь умереть                       | Hope to Die                              |           | зелёная ✓ | зелёная ✓ | зелёная ✓ |                  |
| 2013 | Те, для кого это всегда сложно        | Those For Whom It’s Always Complicated   |           | зелёная ✓ | зелёная ✓ | зелёная ✓ | зелёная ✓        |
| 2015 | Банда Бум (современная история любви) | Bang Gang (une histoire d’amour moderne) |           | зелёная ✓ | зелёная ✓ |           |                  |
| 2018 | Дочери солнца                         | Les Filles du soleil                     |           | зелёная ✓ | зелёная ✓ |           |                  |